# Erntealtar

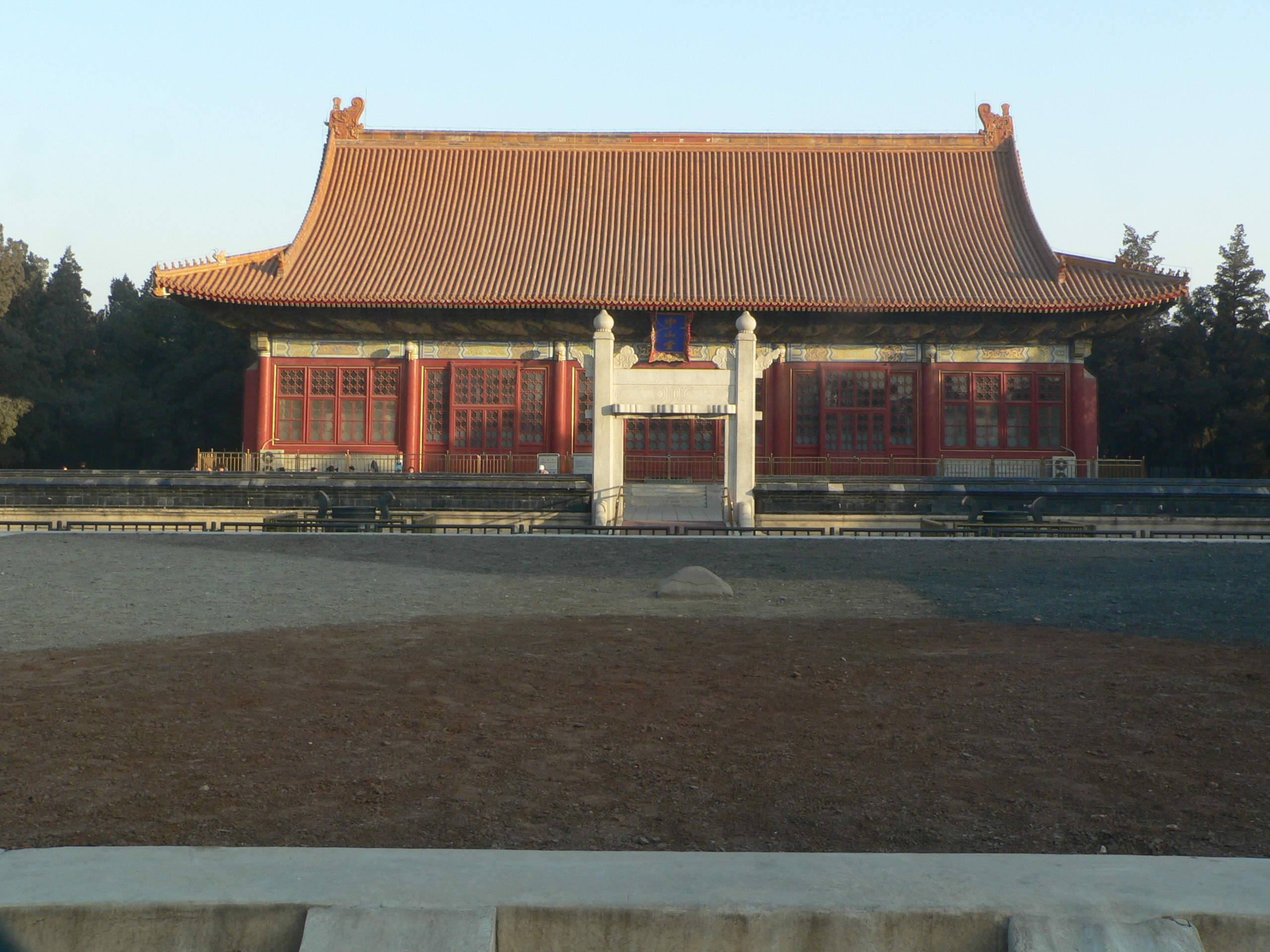
Beijing Shejitan

Der Erntealtar bzw. Altar des Gottes des Ackers und Gottes der Feldfrüchte (chinesisch 北京社稷坛, Pinyin Běijīng shèjìtán) in der Pekinger Kaiserstadt (Huangcheng) ist ein 1421 in der Yongle-Ära der Ming-Zeit an der Stelle einer älteren Opferstätte angelegter Altar westlich des Tian’anmen-Turmes gegenüber dem Kaiserlichen Ahnentempel (Taimiao). Er wurde in der Ming- und der Qing-Dynastie vom Kaiser zweimal jährlich zu Opferzwecken an den Gott des Ackers und den Gott der Feldfrüchte verwendet.

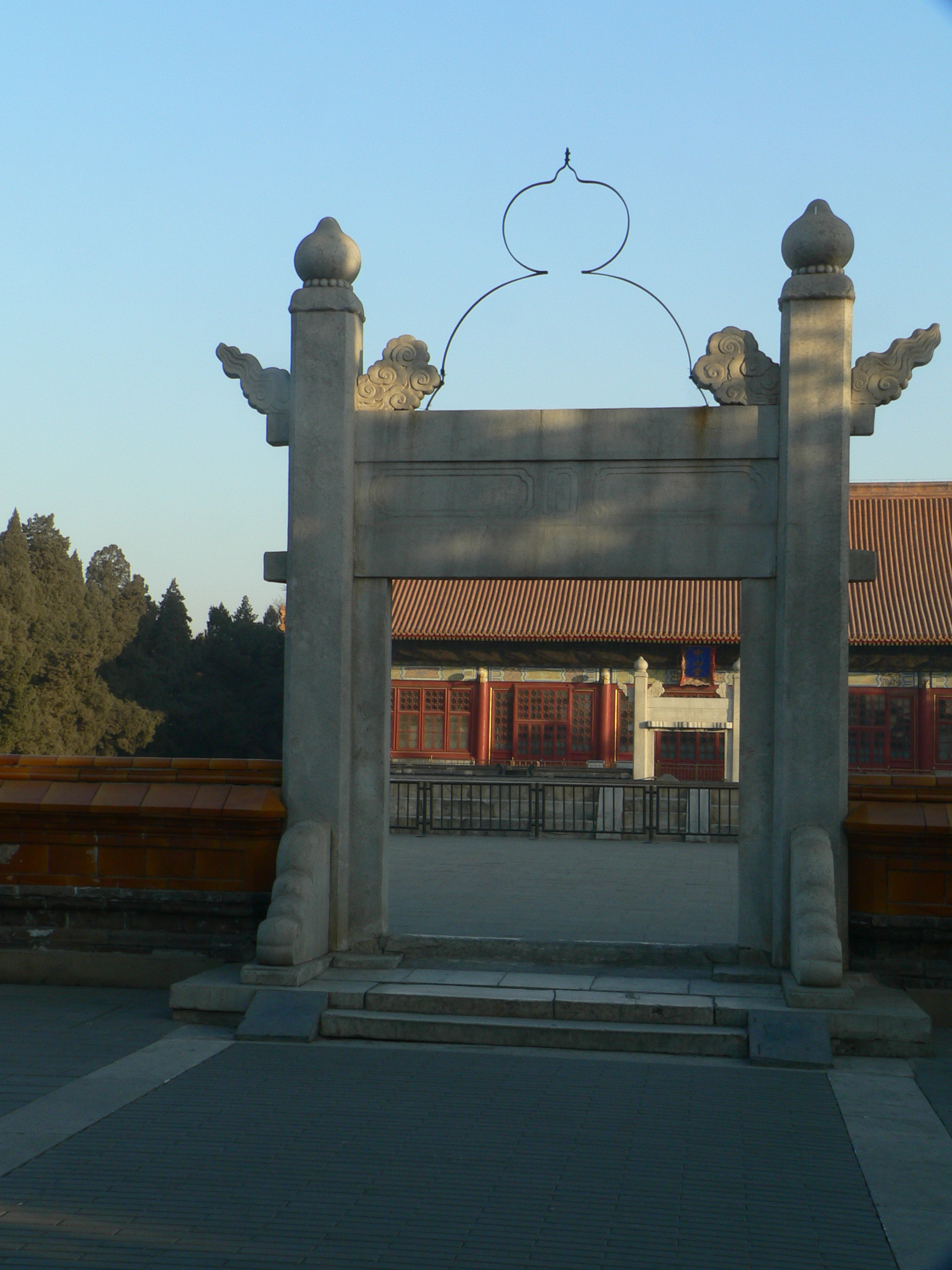
Lingxingmen 棂星门 des Shejitan

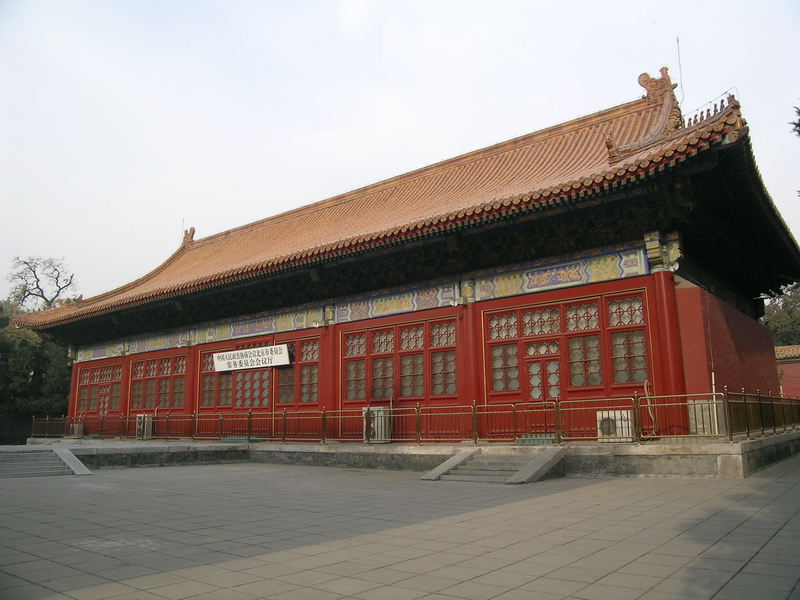

Seine quadratische Terrasse war 15 Meter lang, einen Meter hoch, die oberste Plattform war mit Erde von fünf Farben bedeckt. Seine Bemalung aus fünf Farben vertrat die fünf Himmelsrichtungen des Landes. In der Mitte war die Erde gelb, an der südlichen Seite rot, der westlichen weiß, der nördlichen schwarz und der östlichen grün.
Nach der Xinhai-Revolution (1911) wurde das Areal im Jahr 1914 als Zentralpark freigegeben, der Park erhielt 1928 seinen heutigen Namen Sun-Yat-sen-Park (Zhongshan gongyuan).
Der Altar steht seit 1988 auf der Liste der Denkmäler der Volksrepublik China (3-81).